# ۶۴۲ (پیش از میلاد)
۶۴۲ (پیش از میلاد) ۶۴۲مین سال قبل از تقویم میلادی است.